# Campionat d'Espanya de tot terreny 1977
La temporada de 1977 del Campionat d'Espanya d'enduro fou la 13a edició d'aquest campionat, organitzat per la Reial Federació Motociclista Espanyola. El calendari oficial constava de 6 proves puntuables. Cinc de les proves programades es disputaren als Països Catalans: Dos Dies del Segre, Dos Dies de Manresa, Dos Dies de l'Espluga de Francolí, Dos Dies de Ripoll i Dos Dies de Prats de Lluçanès.

## Classificació final

### Superior a 75cc
| Posició | Pilot                      | Motocicleta | Punts |
| ------- | -------------------------- | ----------- | ----- |
| 1       | Narcís Casas               | Bultaco     | 84    |
| 2       | Josep Maria Sucarrats      | Montesa     | 72    |
| 3       | Josep Maria Pibernat       | Bultaco     | 64    |
| 4       | Joan Riudalbàs             | Bultaco     | 37    |
| 5       | Ton Marsinyach             | OSSA        | 28    |
| 6       | Joan Bellsolà              | Montesa     | 24    |
| 7       | Guillermo Moreno de Carlos | Bultaco     | 22    |
| 8       | Ramon Burés                | Montesa     | 19    |
| 9       | Ferran Gil                 | Montesa     | 17    |
| 10      | Toni Soler                 | Bultaco     | 16    |

### Classificació per marques
| Posició | Marca   | Punts |
| ------- | ------- | ----- |
| 1       | Bultaco | 84    |
| 2       | Montesa | 72    |
| 3       | OSSA    | 28    |

## Categories inferiors

### Trofeu Sènior
| Posició | Pilot           | Motocicleta | Punts |
| ------- | --------------- | ----------- | ----- |
| 1       | Eduard Fornells | Bultaco     | 54    |
| 2       | Josep Vilaró    | Bultaco     | 33    |
| 3       | Eduard Pujol    | OSSA        | 29    |

1. ↑  El campionat fou declarat desert en no haver-se celebrat el mínim establert de 5 proves. La classificació ressenyada correspon a la provisional després de la darrera prova disputada.

### Copa Júnior Superior a 75cc
| Posició | Pilot         | Motocicleta | Punts |
| ------- | ------------- | ----------- | ----- |
| 1       | Josep Pujol   | Bultaco     | 68    |
| 2       | Lluís Valls   | OSSA        | 40    |
| 3       | Miquel Calvet | Bultaco     | 38    |

### Copa Júnior 75cc
| Posició | Pilot             | Motocicleta | Punts |
| ------- | ----------------- | ----------- | ----- |
| 1       | Vicenç Terra      | Montesa     | 60    |
| 2       | Angel Rodríguez   | Montesa     | 36    |
| 3       | Edrique Fernández | Derbi       | 34    |